# William Angus

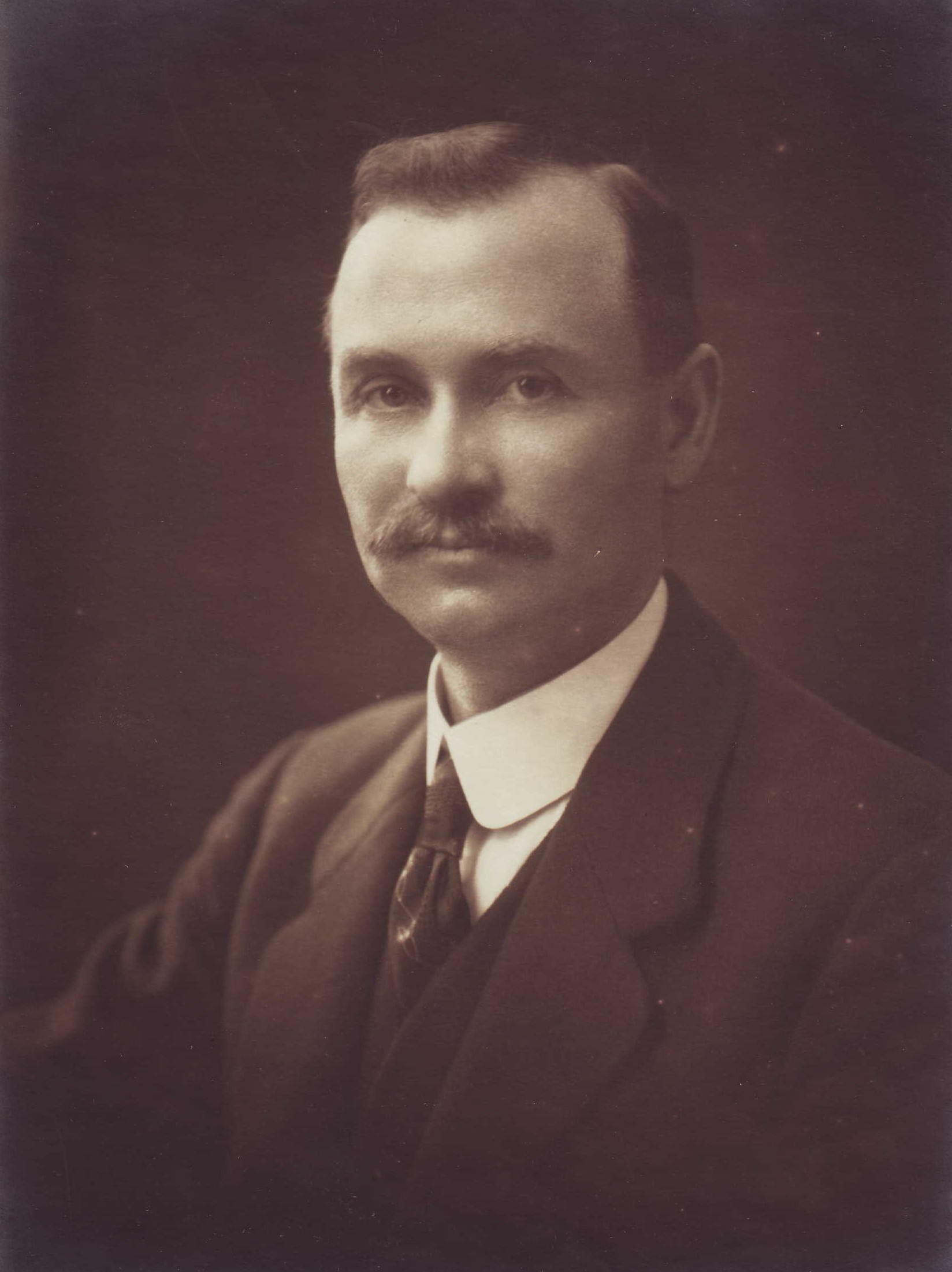
William Angus (1921)

William Angus (* 4. Juni 1871 in Keithhall, Aberdeenshire, Schottland; † 15. Mai 1965 in College Park, South Australia) war ein australischer Agrarwissenschaftler, Hochschullehrer und Politiker der Liberal Union, der unter anderem von 1912 bis 1921 Mitglied des South Australian House of Assembly sowie zwischen 1920 und 1921 Vorsitzender der Ausschüsse und dadurch stellvertretender Sprecher des House of Assembly war.

## Leben
William Angus, Sohn des Farmers Alexander Angus und dessen Ehefrau Agnes Cassie Angus, absolvierte nach dem Schulbesuch eine technische Ausbildung an einer Lehrerhochschule in Aberdeen und in London, ehe er 1897 ein Studium der Agrarwissenschaften an der University of Aberdeen begann, welches er 1900 mit einem Bachelor of Science (BSc Agriculture) abschloss. Anschließend unterrichtete er an der Stirling High School und am Knox Institute in Haddington, hielt Vorlesungen am West of Scotland Agricultural College in Glasgow, dem heutigen Scotland’s Rural College (SRUC), und am Yorkshire College in Leeds, der heutigen University of Leeds, und wurde Rektor des Cheshire County Council Agricultural College in Holmes Chapel. Im Dezember 1904 kam Angus nach Südaustralien, um Professor, später Direktor für Landwirtschaft und Sekretär des Landwirtschaftsministers zu werden. Seine Arbeit führte ihn durch den ganzen Bundesstaat und führte zur Gründung von fünf staatlichen Versuchsfarmen. Er war zwischen 1906 und 1907 Leiter der Abteilung Obst, Milchwirtschaft, Geflügel und Veterinärwesen im Landwirtschaftsministerium und experimentierte mit Weizen, Kartoffeln und Dünger, hielt Vorträge für Landwirte, veröffentlichte zahlreiche Artikel und lehrte und prüfte am Roseworthy Agricultural College. In der Abteilung betonte er die Notwendigkeit von Statistiken und der Verbreitung von Informationen über die wissenschaftliche Landwirtschaft. 1908 wurden seine Befugnisse dahingehend geändert, dass sie nur noch die experimentelle Landwirtschaft umfassten. Zugleich diente er von 1906 bis 1907 war er kurzzeitig als Leutnant (Second Lieutenant) im 16. Australischen Leichten Kavallerieregiment (16th Australian Light Horse). Im Oktober 1910 trat er nach einem Regierungswechsel als Abteilungsleiter zurück, nachdem er nicht zu einer Anhörung in einem Untersuchungsausschuss über seine Amtsführung zur Nahrungsmittelproduktion und deren Exporte erschienen war.
Bei der Wahl am 10. Februar 1912 wurde Angus für die Liberal Union im damaligen Drei-Personen-Wahlkreis Victoria and Albert erstmals zum Mitglied des South Australian House of Assembly gewählt, des Unterhauses des Parlaments von South Australia, und konnte sich dabei gegen den bisherigen Wahlkreisinhaber William Senior von der Australian Labor Party (ALP) durchsetzen. Er vertrat diesen Wahlkreis bis zu dessen Auflösung zum 26. Mai 1915. Bei der darauf folgenden Wahl am 27. Mai 1915 wurde er im wieder geschaffenen Zwei-Personen-Wahlkreis Albert abermals zum Mitglied der Legislativversammlung gewählt und vertrat diesen Wahlkreis bis zu seiner Wahlniederlage gegen Malcolm McIntosh von der Country Party bei der Wahl am 9. April 1921.
Nachdem George Laffer am 8. April 1920 als Minister in die Regierung berufen wurde, wurde William Angus als dessen Nachfolger am 29. Juli 1920 als Deputy Speaker and Chairman of Committees zum stellvertretenden Sprecher und Vorsitzenden der Ausschüsse der Legislativversammlung gewählt und bekleidete diese Funktionen bis zum 8. April 1921, woraufhin sein Parteifreund Vernon Petherick diese Funktionen übernahm.
Nach seiner Wahlniederlage am 9. April 1921 kehrte Angus zur Landwirtschaft zurück und legte nacheinander in Loxton, Hackham, Gumeracha und im innerstädtischen Gilberton experimentelle Weizenparzellen an. Zugleich wurde er 1934 Lektor für Agrarwissenschaften am Scotch College in Mitcham und lehrte dort bis 1944. Aus seiner am 25. März 1907 in Gilberton geschlossenen Ehe mit Edith Porter gingen ein Sohn und eine Tochter hervor. Nach seinem Tode wurde er auf dem West Terrace-Friedhof in Adelaide beigesetzt.

## Hintergrundliteratur
- Parliament of South Australia: Statistical Record of the Legislature 1836–2007 (Memento vom 11. März 2019 im Internet Archive)